# Lujo Detrico
Conte (grof) Lujo Detrico, visoki časnik u mletačkoj vojsci, zapovjednik satnije, a kasnije i korpusa oltramarina (Korčula, 1670. – Zadar, 1749.). Potiče stare zadarske vojničke obitelji Detrico.
Lujin otac konjanički časnik i latinist Ivan Grgur Detrico (rođen 1623.) bio je vojni zapovjednik černida na zadarskome području, 1648. sudjelovao je u mletačkom oslobođenju Klisa i pregovarao o uvjetima predaje Osmanlija s kliškim sandžak-begom, a 1656. godine bio je providur Makarske. Kao mletački izaslanik sudjelovao u pregovorima o mletačko-turskom razgraničenju u Dalmaciji.

## Vojna služba
Rođen u vojničkoj obitelji, djetinjstvo je proveo po vojnim taborima, s ocem i stricem koji su bili časnici mletačke konjice. S osam je godina već postigao časnički čin u četi domaćih zadarskih černida. 
Izbijanjem Morejskog rata, stupa u profesionalnu vojsku i postaje kapetan oltramarina.
Posebno se istakao u borbama za Herceg Novi, Knin, Imotski, Bar i Ulcinj. Prigodom akcije uništavanja Skopolja u Boki kotorskoj bio je teško ranjen, te dopao u tursko zarobljeništvo.
Nakon što je prizdravio, Turci su od njegove obitelji tražili i dobili visoku otkupninu od 4000 cekina jer su bili dobro upoznati njezinom ekonomskom moći. 
Po povratku kući mletačka mu vlast odaje mnoge počasti. Kada se sasvim oporavio, unaprijeđen je u pukovnika (kolunela), a potom brigadnog generala (sergente maggiore di battaglia), te konačno u Zapovjednik korpusa oltramarina (Sopraintendante della Natione Oltramarina).
Početkom Drugog morejskog rata osniva konjaničku pukovniju. S njom je ratovao je po čitavom mletačkom posjedu na istočnoj jadranskog obali. Kroz njegovu pukovniju (Reggimento Detrico) prošlo niz satnija kojima su u najvećem broju upravljali domaći časnici, a neki od njih kasnije su postali nositelji najviših činova (Nikola Divnić, Frano Buća i drugi).  sudjelovala je u ratnim zbivanjima u Dalmaciji 1714. – 1718. godine, a u mirnodopsko vrijeme njezine su satnije, osim u Zadru, učestalo bile stacionirane u gradovima i utvrdama duž mletačkog zaleđa. 
Umro je u Zadru 6. travnja 1749. godine, u 80. godini života. Pokopan je uz počasti u klaustru samostana sv. Frane, gdje mu je i danas nadgrobna ploča.
Bio je oženjen (od 1713. godine) zadarskom patricijkom Danijelom Fanfonja (Fanfogna), no kako su imali tri kćeri, Lujo je bio posljednji muški potomak obitelji koja se ubrajala među najmoćnije i najbogatije plemićke obitelji u Zadru.